# Lithophane pomona
Lithophane pomona är en fjärilsart som beskrevs av Smith 1899. Lithophane pomona ingår i släktet Lithophane och familjen nattflyn. Inga underarter finns listade i Catalogue of Life.